# DOBA Fakulteta za uporabne poslovne in družbene študije Maribor
DOBA Fakulteta za uporabne poslovne in družbene študije Maribor je samostojni visokošolski zavod v Mariboru. Ustanovljen je bil leta 2003 in sodi v Poslovno skupino DOBA, ki deluje od leta 1990. Vsi programi fakultete so akreditirani na Nacionalni agenciji za kakovost v visokem šolstvu (NAKVIS).   
Študijski programi, ki jih izvaja DOBA Fakulteta: 
- Menedžment v sodobnem poslovanju (dodiplomski program)
- Marketing, družbeni mediji in odnosi z javnostmi (dodiplomski program)
- Poslovanje in upravljanje v turizmu (dodiplomski program)
- Menedžment v sociali in izobraževanju (dodiplomski program)
- Uporabna psihologija (dodiplomski program)
- Mednarodno poslovanje (magistrski program)
- Inovativni menedžment v sociali in izobraževanju (magistrski program)
- Menedžment pametnih mest (magistrski program)
- Uporabna psihologija (magistrski program)
- Marketing in prodaja (magistrski program)
- Inovacije in trajnostno poslovanje v digitalni družbi (doktorski program)

Na fakulteti letno študira okoli 1500 študentov iz 46 držav sveta.